# 岩手県道130号大釜停車場線
岩手県道130号大釜停車場線（いわてけんどう130ごう おおがまていしゃじょうせん）は、岩手県滝沢市を通る一般県道である。

## 概要
国道46号と大釜駅を結ぶ路線として県道に認定された。かつて当線は岩手県道16号盛岡環状線の一部を成していたが、秋田新幹線開業に伴う大釜駅付近立体交差切替（大釜踏切廃止）と同駅南側地区の土地区画整理に伴って県道16号は当線より東側にルートが変更された。

### 路線データ
- 起点：滝沢市篠木明法（大釜駅）
- 終点：滝沢市大釜土井尻（国道46号大釜バイパス交点）

## 地理

### 通過する自治体
- 滝沢市

### 交差する道路
- 国道46号（終点）

### 沿線の施設
- JR田沢湖線 大釜駅